# BRP Quezon (PS-70)
La BRP Quezon (PS-70) è una delle due navi di classe Rizal in servizio nella Marina Militare delle Filippine. In origine era un cacciamine di classe Auk della US Navy prodotta durante la Seconda Guerra Mondiale, mentre ora è una corvetta di pattugliamento, in servizio nelle ampie acque filippine. Insieme ad altre navi risalenti ai tempi della Guerra in servizio nelle Filippine, è considerata una delle più anziane navi da combattimento tuttora in servizio al mondo.

## Storia
Come USS Vigilance (AM-324) fu inizialmente varata per la Royal Navy nell'ambito del programma di noleggio-prestito come HMS Exploit (BAM-24); tuttavia la US NavyN decise di tenere la nave, rinominandola Vigilance (AM-324) il 23 gennaio 1943. Entrata in servizio nella US Navy nel 1944, il suo primo compito fu il controllo dei convogli di trasporto tra Pearl Harbor e le Isole Marshall, nonché servizi di scorta locali tra Guam, Peleliu e Ulithiat. Svolse anche attività di dragamine e pattugliamenti anti-sommergibile nella zona di Okinawa, fu in grado di prendere parte ad attività di contraerea insieme ad altre imbarcazioni, e svolse compiti di unità antincendio e soccorso ai feriti delle USS Whitehurst (DE-634) e USS England (DE-635); durante questo periodo di attività, abbatté anche numerosi aerei giapponesi. Continuò a svolgere attività di dragamine e pattugliamento a Leyte, nelle Filippine, e nelle isole giapponesi prima e dopo la resa del Giappone. Per il servizio svolto durante la Seconda Guerra Mondiale le vennero conferite tre battle star.
Fu trasferita nelle Filippine il 19 agosto 1967 e prese servizio nella Marina delle Filippine come RPS (oggi BRP) Quezon (PS-70), e insieme alla sua sorella, è stata una delle navi da guerra maggiori della Forza Armata dagli anni '60 ad oggi.
Fu posta in congedo dalla Marina a fine 1994, ma fu ristrutturata nel cantiere navale di Cavite e rientrò in servizio nel 1995; alcuni armamenti furono rimossi, in particolare quelli anti-sommergibile, per mancanza di parti di ricambio. Tra questi le cinque catapulte per cariche di profondità e le due rastrelliere per le stesse, il che eliminò completamente la capacità di combattimento anti-sommergibile della nave, comunque troppo datate. La Quezon attraversò una seconda ristrutturazione nell'aprile del 1996 dalla Hatch & Kirk, durante la quale fu dotata di un motore diesel EMD 645C, furono compiuti lavori di rimessa a nuovo e installati equipaggiamenti di sicurezza idonei sui ponti e nella sala macchine, con pannelli di controllo digitali. Più di recente vi è stata installata una radio satellitare per le comunicazioni.
Attualmente è classificata come Corvetta da Pattugliamento e assegnata alla Patrol Force della Philippine Navy.

## Operazioni e impieghi

### Esercitazioni
Il 10 aprile 2007 la Quezon, insieme alla BRP Artemio Ricarte e alla BRP Bienvenido Salting, prese parte a una esercitazioni navale di 10 giorni con la Marina della Malesia, denominata Malphi Laut 2007; tra le navi malesiane vi erano la KD Kedah, la KD Laksamana Tan Pusmah e la KD Yu.
Il 19-23 luglio 2011 la BRP Quezon, insieme alla BRP Bacolod City (LC-550), prese parte alla esercitazione anfibia PAGSISIKAP 2011, nella Baia di Manila.

### Impieghi
La BRP Quezon ha rappresentato le Filippine al festival Indonesian Fleet Review and Sail Bunaken del 2008, un evento internazionale delle Marine che si è svolto a Manado, Sulawesi settentrionale, Indonesia.
Insieme alla BRP Dagupan City (LC-551) furono inviate a Singapore e in Malesia da novembre a dicembre 2009 per un corso di addestramento per gli allievi del Naval Education and Training Command e dell Fleet Training Center, come parte del contingente filippino al Langkawi International Maritime and Aerospace Exhibit (LIMA, Esibizione Internazionale Marittima e Aerospaziale di Langkawi), in Malesia.

## Galleria d'immagini

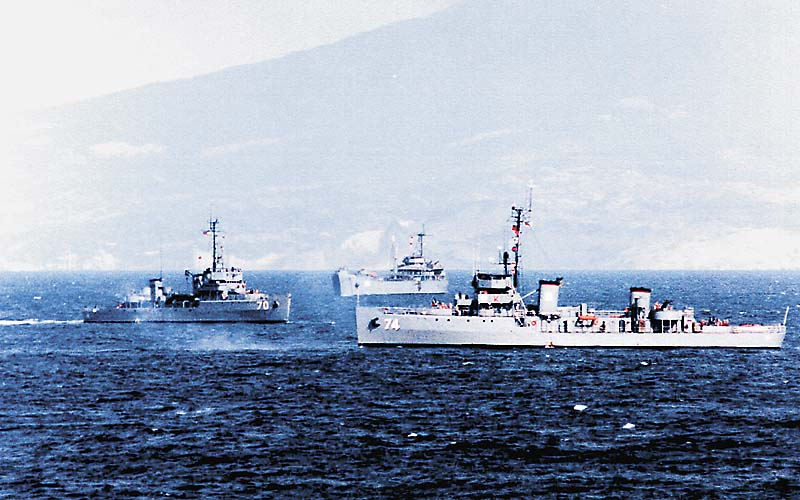
Le due Corvette di classe Rizal all'esercitazione Balikatan nel 2000.